# Diva (песня Даны Интернэшнл)
«Diva» (ивр. דיווה‎, Дива) — песня победитель музыкального конкурса Евровидение-1998, исполненная на иврите Даной Интернэшнл, представлявшей Израиль. Музыку написал Цвика Пик, а текст Йоав Гинаи. Продюсер песни — Офер Нисим, аранжировка Алон Левин. При голосовании песня набрала 174 балла.
С 1998 по 2007 год песня была единственной исполненной полностью не на английском языке, которой удалось выиграть конкурс.
Выбор песни Даны Интернэшнл вызвал многочисленные противоречия среди консервативных групп населения Израиля до такой степени, что по её прибытии в Великобританию необходимость в полицейском сопровождении и охране была постоянной. Во время исполнения Дана Интернэшнл была одета в серебристое платье, с ней выступали 4 девушки бэк-вокалистки, одетые в чёрное. Во время исполнения не было никаких танцев.
Дана выступала восьмой в вечер конкурса, после польской группы Sixteen с песней «To takie proste» и до немецкого исполнителя Гильдо Хорна с «Guildo hat euch lieb!». На заключительном голосовании песня набрала 174 балла, заняв таким образом первое место из 25. Это третья победа Израиля на конкурсе Евровидения.
После победы в конкурсе Dana International вызвала волнение, приехав на презентацию поздно после долгой задержки переодевшись в экстравагантный костюм, разработанный Жаном-Полем Готье, украшенный птичьими перьями, перед тем как исполнить реприз.
В интернет опросе, проведённом Европейским вещательным союзом в 2005 году, песня была выбрана среди 14 наиболее популярных в истории Евровидения, а также стала одной из списка исполненных Congratulations на концерте в Копенгагене, посвященному 50-летнему юбилею, проведённому в октябре 2005 года. Песня была исполнена Даной Интернэшнл с 6 танцорами, у которых были гигантские веера из перьев и с живым оркестром, в то время как запись оригинального выступления транслировалась на экране сцены. В финальном голосовании песня заняла 13 место.
Победителем конкурса в следующем году стала Шарлотта Перелли с песней «Take Me to Your Heaven» от Швеции. От Израиля в 1999 году выступал Eden с песней «Yom Huledet (Happy Birthday)».

## Содержание
Песня посвящается одой из самых могущественных женщин в истории — Клеопатре. Клеопатра — единственная реальная личность упоминающаяся в песне. Также речь идет о римской богине победы Виктории и Афродите, греческой богине красоты.
В 2023 году вышел художественный фильм «Иван Васильевич меняет всё», в котором песня звучит в исполнении Филиппа Киркорова.

## Чарты и продажи
| Чарт (1998)                              | Высшая позиция |
| ---------------------------------------- | -------------- |
| Австрия (Ö3 Austria Top 40)              | 37             |
| Бельгия/Фландрия (Ultratop 50)           | 2              |
| Бельгия/Валлония (Ultratop 50)           | 4              |
| Финляндия (Suomen virallinen lista)      | 7              |
| Франция (SNEP)                           | 59             |
| Германия (GfK)                           | 47             |
| Ирландия (IRMA)                          | 10             |
| Нидерланды (Dutch Top 40)                | 11             |
| Норвегия (VG-lista)                      | 12             |
| Испания (PROMUSICAE)                     | 1              |
| Швеция (Sverigetopplistan)               | 3              |
| Швейцария (Schweizer Hitparade)          | 15             |
| UK Singles (The Official Charts Company) | 11             |